# Xã Bart, Quận Lancaster, Pennsylvania
Xã Bart (tiếng Anh: Bart Township) là một xã thuộc quận Lancaster, tiểu bang Pennsylvania, Hoa Kỳ. Năm 2010, dân số của xã này là 3.094 người.